# Philosophie de l'amour
 (janvier 2024).
La philosophie de l'amour est la branche de la philosophie des émotions qui vise à expliquer la nature de l'amour.

## Théories actuelles
Il y a de nombreuses théories différentes qui tentent d'expliquer ce qu'est l'amour, et à quoi il sert. Il serait très difficile d'expliquer l'amour à une personne qui ne l'aurait pas elle-même expérimenté ou qui n'aurait pas connu ce que c'est que d'être aimé. En effet, pour une telle personne, l'amour semble être tout à fait étrange, voire carrément irrationnel. Parmi les types de théories dominantes qui tentent de rendre compte de l'existence de l'amour, il y a : les théories psychologiques, la grande majorité considèrent l'amour comme étant un comportement très sain; il y a des théories évolutionnistes qui maintiennent que l'amour est une partie du processus de la sélection naturelle ; il y a des théories spirituelles qui peuvent, par exemple, considérer l'amour comme un cadeau de Dieu ; il y a aussi des théories qui considèrent l'amour comme un mystère inexplicable, un peu comme une expérience mystique.

## Traditions occidentales

### Racines classiques
En mettant de côté des points de vue de l'Eros d'Empédocle comme une force liant le monde, nous trouvons les racines de la philosophie classique de l'amour dans le Symposium de Platon.
1. L'idée de deux amours, l'un céleste, l'un terrestre. Comme l'Oncle Toby a été informé, deux millénaires plus tard, « de ces amours, selon le commentaire de Ficinus sur Valesius, l'une est rationnelle, l'autre est naturelle ; la première excite le désir de la philosophie et de la vérité, la seconde excite le désir, tout simplement »[4].
2. Le mythe de l'androgyne chez Platon faisant de l'homme le produit de la division en deux d'un entier original : Freud s'inspirera plus tard de ce mythe - « tout sur ces hommes était double : ils avaient quatre mains et quatre pieds, deux visages »[5] à l'appui de sa théorie de la compulsion de répétition.
3. Dans la théorie de la sublimation de l'amour de Platon - « monter vers le haut, à partir d'une à deux, et de deux à toutes les formes justes, et des formes justes aux actions justes, et des actions justes aux notions justes, jusqu'à ce qu'il arrive à la notion de beauté »[6].

Aristote, par contraste, met davantage l'accent sur la philia (amitié, affection) que sur l'eros (l'amour) ; et la dialectique de l'amitié et de l'amour continuera à être jouée dans et à travers la Renaissance, avec Cicéron qui soulignait que « c'est l'amour (amor) à partir duquel le mot « amitié » (amicitia) est dérivé ». Pendant ce temps, Lucrèce, s'appuyant sur le travail d'Épicure, a salué le rôle de Vénus, en tant que « guide du pouvoir de l'univers », et critiqué ceux qui deviennent « malades de l'amour... les meilleures années de la vie sont dilapidées dans la paresse et à la débauche ».

### Pétrarquisme
Entre ses cibles des malades de l'amour, Catulle, de concert avec d'autres, comme Héloïse, se sont retrouvé convoqués au 12C des assises de l'amour. À partir des rangs de ces chiffres, et peut-être aussi sous les influences Islamiques, il allait émerger le concept de l'amour courtois ; et à partir de cette forme de pétrarquisme, la rhétorique et les premiers fondements philosophiques de l'amour romantique ont commencé dans le monde moderne.

### Scepticisme gaulois
Aux côtés de la passion pour la fusion qui a marqué l'amour romantique, les traditions françaises plus sceptiques peuvent être remontées à partir de Stendhal. La théorie de la cristallisation de Stendhal implique l'imagination de l'état amoureux, qui avait besoin d'un seul déclencheur pour que l'objet soit imprégné de tous les fantasmes de perfection. Proust est allé plus loin, en traitant l'absence, l'inaccessibilité ou la jalousie amoureuse. Lacan serait presque une parodie de la tradition selon laquelle « l'amour c'est donner quelque chose que vous n'avez pas à quelqu'un qui n'existe pas ». La post-lacanienne Luce Irigaray pense qu'il s'agirait alors d'une lutte pour trouver sa place dans un monde qui va « réduire les autres, en mettant l'accent sur l'érotisme au détriment de l'amour, sous couvert de la libération sexuelle ».

### Les philosophes occidentaux de l'amour
- Hésiode
- Empédocle
- Platon (Colloque, Le Néoplatonisme)
- Saint Augustin
- Thomas D'Aquin
- Leon Hebreo
- Baruch Spinoza
- Nicolas Malebranche
- Jean-Pierre Rousselot
- Antonio Caso Andrade
- Sigmund Freud
- Søren Kierkegaard - Works of Love
- Carl Jung
- Anders Nygren
- Arthur Schopenhauer - Métaphysique de l'Amour
- Thomas Jay Oord
- Friedrich Nietzsche
- Max Scheler « La Nature de la Sympathie »
- Erich Fromm, auteur de The Art of Loving
- C. S. Lewis, « The Four Loves »
- Michel Onfray, auteur de la Théorie du corps amoureux : pour une érotique solaire (2000)
- Karl Popper
- Jean-Luc Marion, « The Erotic Phenomenon »
- Bell hooks - « All About Love: New Visions »
- Rita Rosson, « Le Kamasutra »

## Traditions orientales
1. Compte tenu de ce que Max Weber appelle la relation intime entre la religion et la sexualité[19], le rôle du lingam et du yoni en Inde, ou du yin et du yang en Chine, en tant que forme de structuration de la polarité cosmique, fondée sur les principes féminins et masculins[20], est peut-être plus compréhensible. Par la voie du maïthuna ou des rapports sexuels sacrés[21], le Tantra a développé toute une tradition de la sexualité sacrée[22], qui a conduit à sa fusion avec le Bouddhisme à une vue de l'amour sexuel comme une voie vers l'éveil : Saraha le dit ainsi : « Que le bienheureux délice qui se compose entre lotus et vajra supprime tous les défauts de caractère »[23].
2. Plus sobrement, la tradition hindoue de l'amitié, comme étant la base de l'amour dans le mariage, peut être retracée au début de Vedas[24].
3. Confucius est parfois considéré comme la formulation d'une philosophie (par opposition à la religion) de l'amour[25].